# Project Zero (Google)
Project Zero je název týmu bezpečnostních analytiků najatých společností Google, jejichž úkolem je hledat zero-day zranitelnosti.

## Historie
Poté, co bylo nalezeno množství závad v softwaru používaného mnoha koncovými uživateli, Google rozhodl, že sestaví tým, který bude podobné zranitelnosti vyhledávat nejen v softwaru společnosti Google, ale i v jakémkoliv jiném softwaru užívaném jeho uživateli. Tento nový projekt byl ohlášen 15. června 2014 na Google's security blog. Tým vede Chris Evans, bývalý šéf bezpečnostního týmu prohlížeče Google Chrome. Dalšími významnými členy jsou například George Hotz, Ben Hawkes, James Forshaw, Ian Beer a Tavis Ormandy.

## Hledání a nahlášení chyb v programu
Nalezené chyby v programu jsou nahlášeny výrobci softwaru. Zveřejněny jsou teprve poté, co je dostupný patch nebo po 90 dnech po ohlášení chyby. Ona 90 denní lhůta je způsob, kterým Google implementuje responsible disclosure, což dává společnostem 90 dnů na opravu chyby před informováním veřejnosti, aby ochránili uživatele.

## Významné objevy
Dne 30. září 2014 Google odhalil bezpečnostní vadu v systému Windows 8.1, která umožňovala běžnému uživateli získat administrátorská oprávnění. Microsoft byl o problému okamžitě informován, ale opravu během 90 dnů nezveřejnil. Chyba byla zveřejněna 29. prosince 2014.